# Liriomyza globulariae
Liriomyza globulariae este o specie de muște din genul Liriomyza, familia Agromyzidae, descrisă de Friedrich Georg Hendel în anul 1931.
Este endemică în Austria. Conform Catalogue of Life specia Liriomyza globulariae nu are subspecii cunoscute.